# Raionul Verhovîna, Ivano-Frankivsk
Verhovîna (în ucraineană Верховинський район, transliterat: Verhovînskîi raion) este un raion în regiunea Ivano-Frankivsk, Ucraina. Reședința sa este așezarea de tip urban Verhovîna.

## Demografie
Componența lingvistică a raionului Verhovîna
     Ucraineană (99,64%)
     Alte limbi (0,36%)
Conform recensământului din 2001, majoritatea populației raionului Verhovîna era vorbitoare de ucraineană (99,64%), existând în minoritate și vorbitori de alte limbi.